# Bergantín Galvarino (1°)
El bergantín Galvarino fue un bergantín de la clase Cruize construido el año 1809 por John King en Upnor, Inglaterra, para la marina inglesa bajo el nombre de Hecate. En 1817 fue vendido al señor Parkin quien a su vez se lo vendió al capitán de fragata retirado de la Armada inglesa Martin J. Guise que bajo el nombre de Lucy lo llevó hasta Buenos Aires y lo revendió al gobierno de Chile, arribando a Valparaíso en 1818.
Al servicio de la marina inglesa participó en acciones principalmente en las Indias orientales, tales como la invasión de Isle de France, Mauritius, y la invasión de Java.
Al servicio de la Armada de Chile participó en las campañas del comandante Manuel Blanco Encalada y del almirante Thomas Cochrane. En 1828 fue varado en Valparaíso y desguazado.

## Características
Bergantín de la clase Cruize construido el año 1809. De 398 toneladas, 30,6 metros de eslora y 9,3 metros de manga. Armado con 18 cañones: 16 carronadas de 32 libras y 2 cañones de 6 libras. Llevó los nombres de Hecate, Lucy y finalmente Galvarino.

## Historia

### Al servicio de Gran Bretaña
1809-1811
El 31 de octubre de 1809 zarpó hacia las Indias Orientales. Durante las guerras napoleónicas integró la Escuadra del almirante Albemarle Bertie participando en la Invasión de Isle de France, luego llamada Mauritius, en el océano Índico. A contar del 3 de agosto de 1811 participó en la invasión de Java que terminó con la rendición de las fuerzas holandesas y francesas.
1812-1815
Piratas del sultanato de Sambas, al oeste de Borneo, capturaron y asesinaron a 9 marineros del Hecate. En junio de 1813 participó en una expedición de castigo contra el sultanato de Sambas. En enero de 1814 se dirigió a Madras donde permaneció hasta 1816.
1816-1817
El 20 de marzo de 1816 zarpó desde Trincomalee, Sri Lanka, vía Cabo de Buena Esperanza e isla Santa Elena, hacia Inglaterra arribando a Portsmouth el 17 de agosto. El 22 de mayo de 1817 el Almirantazgo lo ofreció en venta. El 30 de octubre lo adquirió el señor Parkin en 860 libras.

### Al servicio de Chile
1818
A mediados de 1818 llegó a Buenos Aires con el nombre de Lucy y su dueño y capitán era el marino inglés retirado Martín J. Guise. El buque fue ofrecido inicialmente al gobierno argentino pero no se concretó la venta por lo que lo adquirió para el gobierno de Chile Miguel Zañartu, su agente en Buenos Aires, en 70.000 pesos. Llegó a Valparaíso el 14 de octubre de 1818 pero como la Escuadra había zarpado se dirigió al sur incorporándose a esta el 9 de noviembre de 1818 en la isla Santa María donde se encontraba esperando el arribo de los transportes españoles para apresarlos. Se le ordenó tripular al transporte Dolores y conducirlo a Valparaíso.
1919
Según la organización de la Escuadra efectuada por el almirante Cochrane, el Galvarino fue destinado a la 2a. División bajo el mando del almirante Blanco Encalada. El mando del buque lo tuvo Juan Tooker Spry quien lo condujo durante las dos largas expediciones que se efectuaron ese año para atacar y bloquear El Callao, expediciones que resultaron un completo fracaso. 
1820
El 20 de agosto zarpó de Valparaíso integrando la Expedición Libertadora del Perú, inicialmente bajo el mando de Spry quien luego fue reemplazado por John Esmond. Antes de finalizar la campañam fue enviado a Valparaíso.
1821-1823
En 1822 el gobierno desarmó la Escuadra por motivos económicos dejando operativo solo al bergantín Aquiles.
1824
En marzo se unió a la expedición de conquista de Chiloé bajo el mando en jefe del general Ramón Freire, expedición que terminó sin conseguir su objetivo.
1825-1826
Ante la posibilidad que Simón Bolívar iniciara la conquista de Chiloé por cuenta del Perú, el gobierno de Chile organizó una nueva expedición compuesta por 13 buques, entre ellos el Galvarino, que zarpó el 23 de diciembre de 1825 con el ejército expedicionario.
El 15 de enero de 1826 las fuerzas realistas del general Quintanilla capitularon ante el ejército de Freire lo que se tradujo en la incorporación definitiva del archipiélago de Chiloé al territorio chileno y el abandono del país del último ejército español.
1827-1828
En 1828 luego de valiosos servicios fue varado en Valparaíso por no haber postores en su remate.